# Graafschap Limburg (Lenne)
Het graafschap Limburg omvatte kleine stukjes gebied in de omgeving van Hagen, Schwerte en Iserlohn in Noordrijn-Westfalen.  Het mag niet verward worden met het hertogdom Limburg in de Nederlanden (dat aanvankelijk ook even een graafschap was).
Diederik van Altena-Isenberg, zoon van Frederik van Isenberg en Sophie van Limburg dochter van hertog Walram III van Limburg, ontving in 1242 een deel van zijn vaders territorium. Tussen 1232 en 1243 onder de bescherming van een houtenfortificatie op de Schleipenberg, op de locatie de "Drei Graben" genoemd, bouwde hij een kasteel waaraan ook de naam Limburg werd verbonden. Voorts bezat hij onder meer de heerlijkheid Styrum. Diederick staat sindsdien in de bronnen bekend als graaf Diederick I van Limburg..
Na de dood van Diederik I omstreeks 1301 vererven zijn bezittingen: 
- Hendrik, de oudste zoon overleed als peuter omstreeks 1248.
- Johan de tweede zoon, overleed in 1277 op 30 jarige leeftijd. Zijn zoon, Diederick volgden als Heer, in de heerlijkheid Styrum, aan de Ruhr. Het huis Limburg Stirum bestaat nog steeds.
- Eberhard I oudste in de bloedlijn "naaste bloed erft land en goed" volgde op als graaf in het graafschap Limburg aan de Lenne en woonde op de Hohenlimburg.[2] Na het verwerven van Broich in 1372 wordt dit de tak Graven van Limburg Hohenlimburg & Broich (1372 - 1511)  Afstammelingen. Gelderse familie van Limburg.

Styrum werd in 1442 rijksleen genoemd.
Later werd het gebied uitgebreid met : 
- de heerlijkheden Bedburg en Hackenbroich in de buurt van Dormagen
- de heerlijkheid Linnep bij Ratingen
- de rijksheerlijkheid Gemen bij Borken

De Rijnbondakte van 12 juli 1806 stelde de heerlijkheid Limburg-Styrum onder de soevereiniteit van het groothertogdom Berg: de mediatisering. Het Congres van Wenen van 1815 voegde het gebied bij het koninkrijk Pruisen.
Het plaatsje Limburg an der Lenne werd in 1876 omgedoopt tot Hohenlimburg en maakt nu deel uit van de stad Hagen.

## Galerij

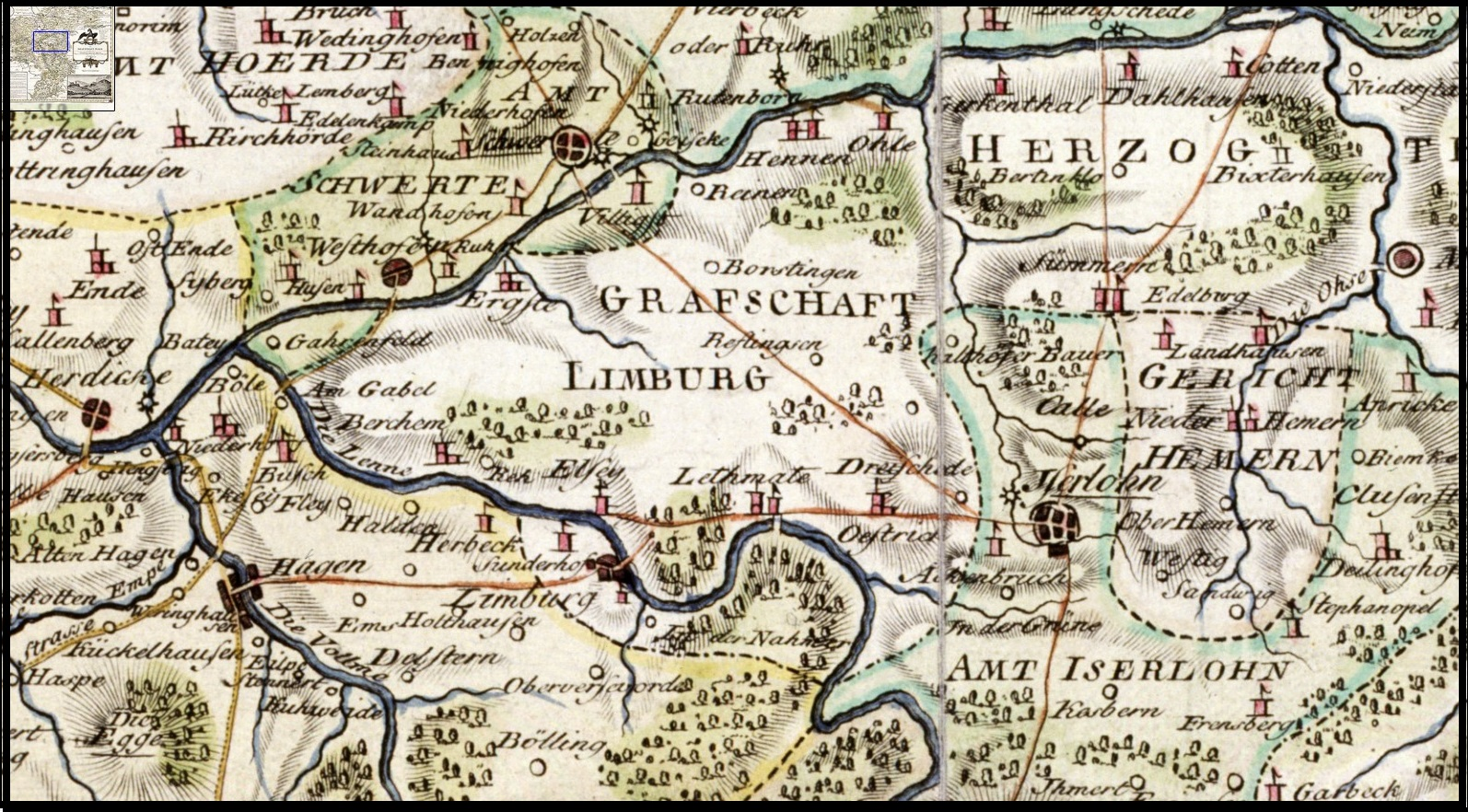
Kaartfragment Graafschap Limburg aan de Lenne
Hohenlimburg met de Lenne op de voorgrond
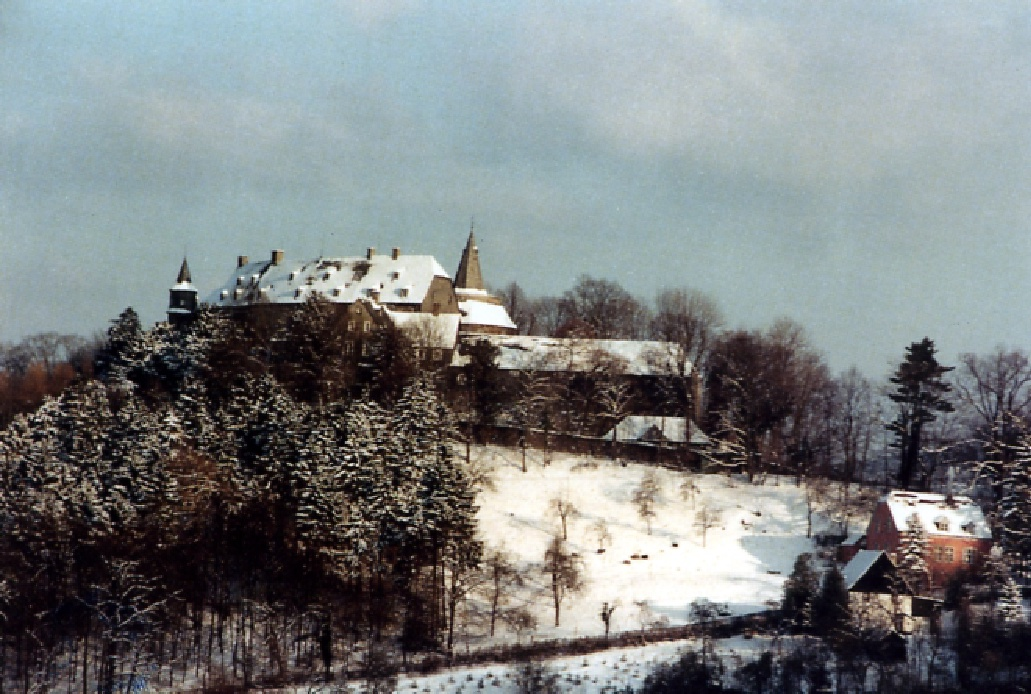
Het slot Hohenlimburg aan de Lenne op de Schleipenberg
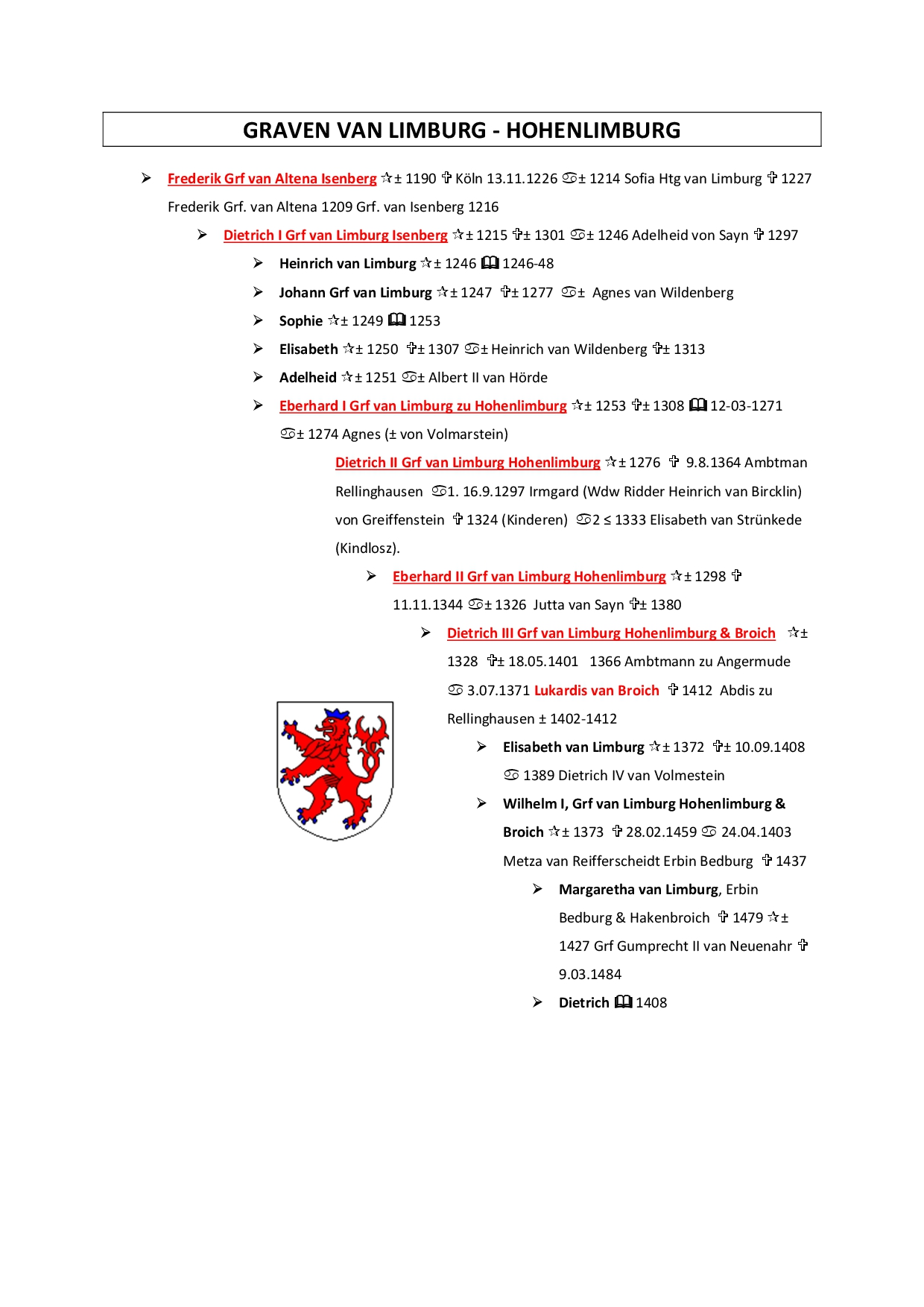
Stamreeks van de Graven van Limburg Hohenlimburg aan de Lenne 1215 1521 Blad 01
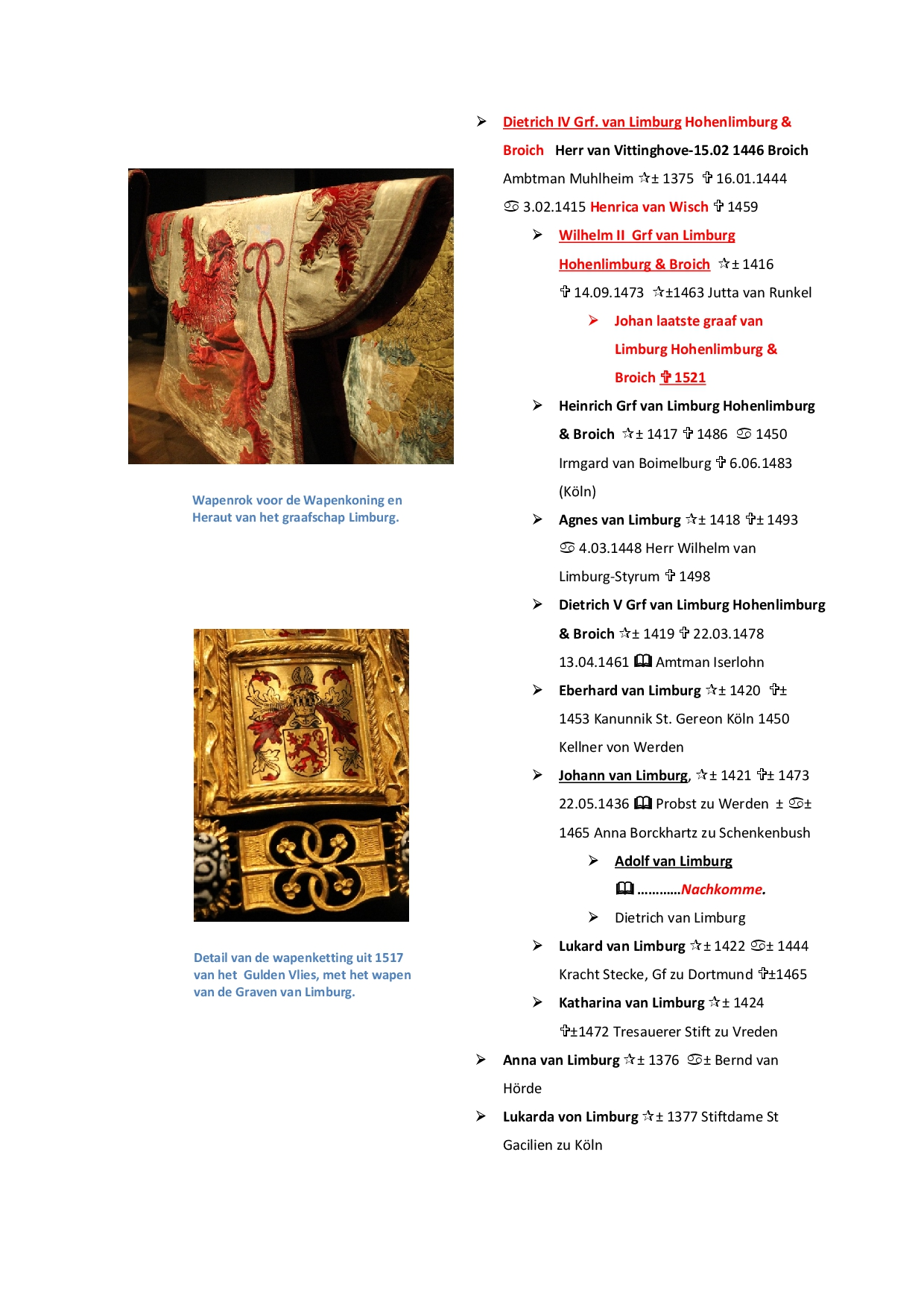
Stamreeks van de Graven van Limburg Hohenlimburg aan de Lenne 1215 1521 Blad 02
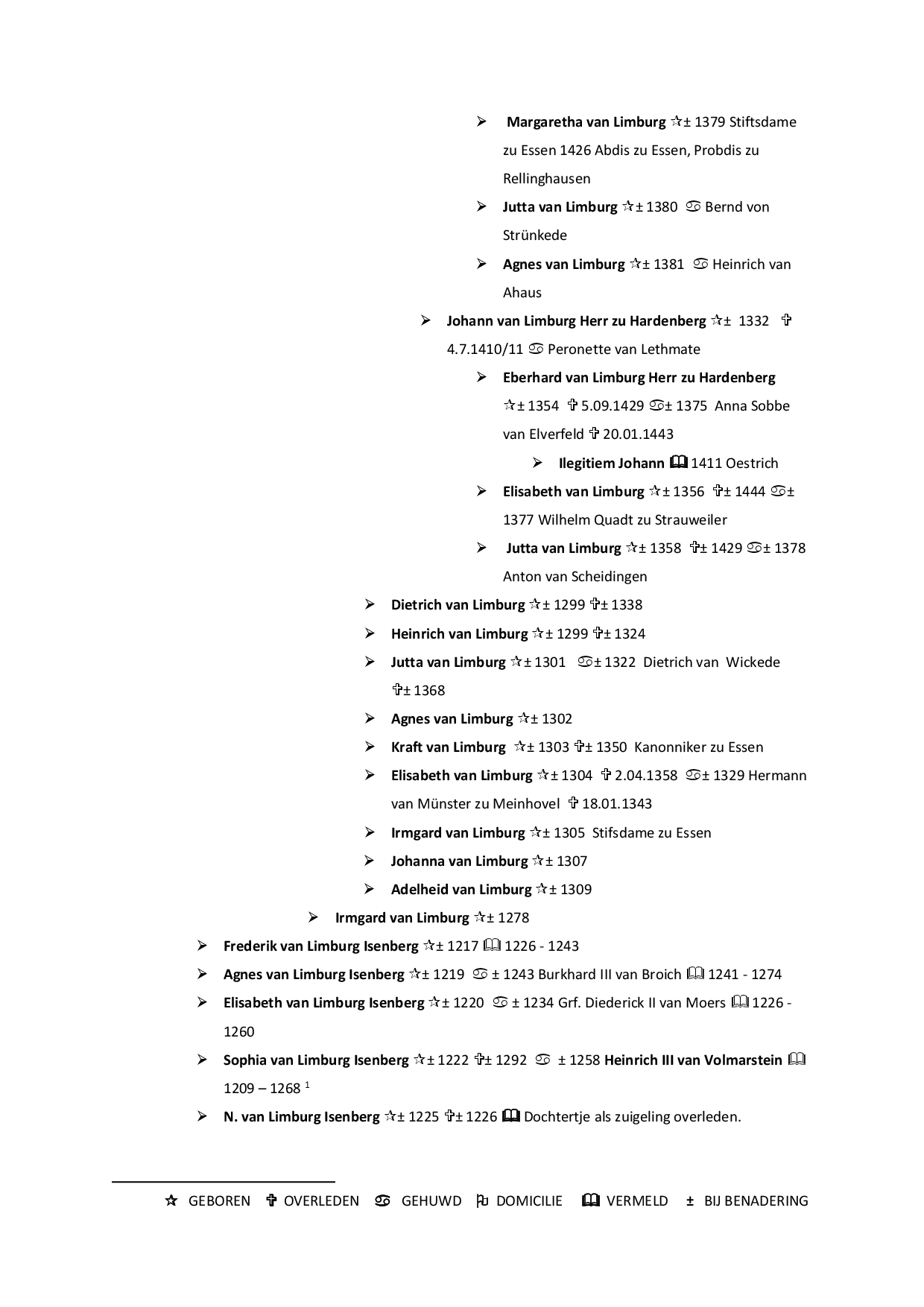
Stamreeks van de Graven van Limburg Hohenlimburg aan de Lenne 1215 1521 Blad 03